# Вулиця Шолом-Алейхема (Чернівці)
Вулиця Шолом-Алейхема у Чернівцях починається від вулиці Головної, на стику зі Шкільною і Бетховена, де раніше знаходилась площа Святого Хреста, закінчується на вулиці Петра Сагайдачного, де раніше знаходилася площа Старий ринок (Єврейська, Жидівська). На розі з вулицею Головною знаходиться Будинок-корабель, на розі із Шкільною — Генеральський дім. Раніше називалася Горішня Єврейська (Жидівська). До осквернення єврейської громади в холокост ця дорога була центром повсякденного життя. Його було перейменовано після холокост. На сьогодні в місті залишилося менше 2000 євреїв. Число було більше 50 000 до війни.